# 1922 في سويسرا
فيما يلي قوائم الأحداث التي وقعت خلال عام 1922 في سويسرا.

## رياضة
- 23 يوليو – سباق طواف فرنسا 1922 الفائزون Jean Alavoine [الإنجليزية]‏، Félix Sellier [الإنجليزية]‏، فيرمين لامبوت.

## كتب
من الكتب التي صدرت هذه السنة في سويسرا:
- 1 يناير – سدهارتا من تأليف هرمان هيسه.

## مواليد

### مايو
- 20 مايو – كونو ريبر كاتب سويسري.[1]

### أغسطس
- 25 أغسطس – كورت بلوم[2]

## وفيات

### مارس
- 17 مارس – هاينريش سوتير (مواليد 1848)[3]

### أبريل
- 2 أبريل – هرمان رورشاخ (مواليد 1885)[4]